# SUW 2000
SUW 2000 ist eine Anfang der 1990er Jahre in den Instandhaltungswerken ZNTK Poznań für die Polskie Koleje Państwowe entwickelte Umspurtechnik, mit der die speziell an diese Umspuranlage angepassten Radsätze der Bauart SUW 2000 von Schienenfahrzeugen automatisch umgespurt werden können.
Die Umspurung wird dort notwendig, wo zwei Eisenbahnnetze oder -strecken mit unterschiedlicher Spurweite zusammentreffen. Sollen Schienenfahrzeuge von dem einen zum anderen Netz übergehen, müssen eine Reihe von Vorkehrungen getroffen werden; am augenfälligsten ist die Anpassung des Laufwerkes.
Da die Länder östlich von Polen eine andere Spurweite benutzen, entwickelte der Ingenieur Ryszard Suwalski das automatische Umspursystem SUW 2000. Damit wurden zeitweise direkte Züge nach Litauen und in die Ukraine ausgerüstet, was eine große Zeitersparnis mit sich brachte.
Hierbei werden die Radscheiben auf der starren Achse entriegelt, in die jeweilige Endstellung verschoben und anschließend wieder verriegelt. Dieser Vorgang kann je nach Bauart der Umspuranlage bei beiden Radscheiben eines Radsatzes gleichzeitig erfolgen (symmetrische Anlage) oder zunächst bei den Radscheiben der einen und dann der anderen Seite vorgenommen werden (asymmetrische Anlage). Asymmetrische Anlagen benötigen eine längere Strecke für die Umspurung als symmetrische Anlagen. 
Der Spurwechsel wird während der langsamen Fahrt durch die Anlage unter Last vollzogen. Beim Befahren der Anlage mit etwa 15 km/h wird von Betätigungsschienen der Entriegelungsmechanismus des Fahrwerks geöffnet, so dass die Radscheiben von Führungsschienen auf die neue Spurweite eingestellt werden können.
Beim Umspursystem Talgo werden die Fahrzeuge während des Umspurvorgangs von seitlich angebrachten Gleitschienen getragen, so dass die Räder während des Umspurvorgangs entlastet sind. Damit die Räder während des Verstellens der Spurweite nicht auf die Schienen aufklettern, darf bei diesen Systemen die Spurweite nur langsam geändert werden. Die Anlagen für die Systeme SUW 2000 sind länger als Umspuranlagen des Talgo-Systems, da die Radscheiben unter Last verschoben werden und daher das Verhältnis von Spurveränderung zu Umspurstrecke kleiner sein muss.